# Solar Opposites
Solar Opposites est une série d'animation pour adultes américaine créée par Justin Roiland et Mike McMahan, et diffusée depuis le 8 mai 2020 sur Hulu.
Au Canada et dans les pays francophones, la série est diffusée depuis le 23 février 2021 sur le service Disney+, via la chaîne virtuelle Star. La série voit le départ de son créateur Justin Roiland en janvier 2023, à la suite d'accusations de violence conjugale.

## Synopsis
Solar Opposites est l'histoire d'extraterrestres venant d'un monde utopique, dont le vaisseau s'est écrasé sur la Terre. Ils vivent dans la ville fictive de GeenaDavisville aux États-Unis.
Le synopsis est présenté, à chaque début d'épisode, par Korvo, qui explique que leur planète d'origine, la planète Schlorp, était une Utopie parfaite. Après qu'un astéroïde a détruit intégralement leur planète, 100 adultes et leur réplicants (ainsi qu'un Pupa) sont partis à travers la galaxie à la recherche d'un nouveau foyer. Ils se sont échoués sur Terre, une planète surpeuplée. Alors que Korvo cherche à réparer leur vaisseau afin de partir, les 3 autres s'adaptent à la vie humaine. À chaque fin d'intro, Korvo fait un running gag sur une situation incongrue sur Terre.
Certains épisodes présentent une histoire parallèle autour des humains miniaturisés par Yumyulack qui vivent dans une sorte d'univers post-apocalyptique.

## Distribution

### Personnages principaux
- Justin Roiland (saisons 1 à 3) puis Dan Stevens (à partir de la saison 4) (VF : Xavier Fagnon) : Korvo, un scientifique extraterrestre intelligent qui déteste la Terre et qui veut partir le plus tôt possible.
- Thomas Middleditch (VF : Donald Reignoux) : Terry, le partenaire optimiste et naïf de Korvo, qui aime être sur Terre et qui est fasciné par la culture humaine.
- Sean Giambrone (en) (VF : Julien Crampon) : Yumyulack , le réplicant de Korvo, qui est un scientifique autoproclamé. Il a pour hobby de miniaturiser des personnes qu'il n'aime pas pour les ajouter à son « mur » (the wall), une sorte de terrarium.
- Mary Mack (VF : Laëtitia Godès) : Jesse, le réplicant de Terry, qui est généralement gentille et souhaite s'intégrer à la société humaine. En arrivant sur Terre, elle a décidé de prendre le genre féminin.
- Sagan McMahan (VF : Luc Boulad) : Pupa, une espèce provenant de la planète Schlorp. Même s’il est clairement considéré comme un animal de compagnie dans la série, c'est surtout un outil de Terraformation qui a pour but de terraformer une planète inerte pour la rendre identique à la planète Schlorp.

### Personnages du mur de Yumyulack
- Alfred Molina (VF : Jérémie Covillault): The Duke / Ringo, le souverain corrompu du Mur de Yumyulack, il maintient l’ordre et le contrôle en amassant les fournitures données aux habitants du Mur par Jesse. (saisons 1 et 2)
- Andy Daly (VF : Tanguy Goasdoué) : Lindsey Tim, un des captifs de Yumyulack, rétrécie pour avoir porté une chemise rouge. Il devient charognard et chef de la résistance contre le régime de Duke, avant de prendre sa place.
- Christina Hendricks (VF : Marie Giraudon) : Cherie, une cheffe de Benihana placé dans le mur par Yumyulack pour lui servir des crevettes qu’il ne voulait pas. Elle devient l’une des compagnes de Tim dans son combat contre The Duke.
- Sterling K. Brown (VF : Thierry Desroses) : Brown Halk, un héros de guerre hanté de la Résistance et ancien producteur exécutif de Bones essayant de résoudre une série de meurtres macabres en temps de paix. (depuis saison 2)
- Rainn Wilson : Steven, l'ancien PDG d’AT&T qui devient producteur de lait de souris avec sa souris de compagnie, Molly, dans les niveaux inférieurs.

### Personnages récurrents
- Rob Schrab (en) (VF : Philippe Peythieu) : Principal Cooke, le directeur du lycée James Earl Jones qui a ouvertement des préjugés contre Yumyulack et Jesse et qui a une liaison secrète avec Mme Frankie.
- Kari Wahlgren (VF : Véronique Augereau) : Madame Frankie, une professeure au lycée James Earl Jones qui a ouvertement des préjugés contre Yumyulack et Jesse et qui s’engage dans une liaison secrète avec le principal Cooke.
- Tiffany Haddish : (VF : Maïk Darah) : Aisha, l’intelligence artificielle du vaisseau extraterrestre.

### Personnages mineurs
- Jimmi Simpson (VF : Jean-Pierre Michaël) : Ethan, un escaladeur au service de Tim et tueur en série.
- Rob Schrab (en) (VF : Martin Faliu) : Funbucket
- Gideon Adlon (VF : Olivia Luccioni) : Lydia
- June Squibb (VF : Cathy Cerda) : Ruth
- Alan Tudyk (VF : Adrien Antoine) : Nanobot Man

## Production
La série a été initialement commandée en deux saisons composées chacune de huit épisodes. En juin 2020, la série a été renouvelée pour une troisième saison composée de douze épisodes. En juin 2021, Hulu a officiellement commandé une quatrième saison de douze épisodes. Une cinquième saison est sortie.

## Épisodes

### Première saison (2020)
1. Le Transfert de matière (The Matter Transfer Array)
2. Un trou gris instable (The Unstable Grey Hole)
3. La Boucle quantique (The Quantum Ring)
4. De sacrés remontants (The Booster Manifold)
5. Le Réacteur à fusion (The Lavatic Reactor)
6. Un amour de robot (The P.A.T.R.I.C.I.A. Device)
7. Korvo et Terry volent un ours (Terry and Korvo Steal a Bear)
8. Retour vers le passé (Retrace-Your-Step-Alizer)

### Deuxième saison (2021)
1. Le Nombre non répétitif sacré (The Sacred Non-Repeating Number)
2. L'Effaceur de terre (The Earth Eraser)
3. L'Engin de la maison du lac (The Lake House Device)
4. L'Urbanisateur d'urgence (The Emergency Urbanizer)
5. Le Rayon super génial sensass (The Rad Awesome Terrific Ray)
6. L'Apple Pencil pro (The Apple Pencil Pro)
7. La Fin improbable du verre à liqueur préféré de Terry (The Unlikely Demise of Terry's Favorite Shot Glass)
8. Les Solar Opposites obtiennent presque une XBox (The Solar Opposites Almost Get an XBox)

### Épisode spécial (2021)
1. Le Noël très particulier des Solar Opposites (A Very Solar Holiday Opposites Special)

### Troisième saison (2022)
1. Le Triangulateur d'extrémités (The Extremity Triangulator)
2. Le sac de sport d'edamame (Edamame Duffle Bag)
3. Le grand jour de Pupa (The Pupa’s Big Day)
4. Hululand (Hululand)
5. Le Rayon à gargouilles (The Gargoyle Ray)
6. 99 vaisseaux (99 Ships)
7. La Toupie Beyblade 800 Takara Tomy (The Platinum Beyblade Burst 800 Takara Tomy Edition)
8. Le Cristallisoir à trellis cubique (The Cubic Lattice Crystallizer)
9. Le Rayon qui transforme les gens en plein de choses (The Rays That Turn People Into Various Things)
10. Terry et Korvo se disputent sur le parking de Taco Bell (Terry and Korvo Get in a Big Screaming Fight in the Taco Bell Parking Lot)
11. Le brouillard du Pupa (The Fog of Pupa)

### Épisode spécial (2022)
1. Spécial Halloween des Solar Opposites (A Sinister Halloween Scary Opposites Solar Special)

### Quatrième saison (2023)
1. La table de ping-pong (The Ping Pong Table)
2. Le râteau de la terre (The Earth Rake)
3. L'émetteur mobile Aïsha (The Mobile Aisha Emitter)
4. Les cassettes de prononciation (The Pronunciation Cassette Tapes)
5. Le cadeau d'annuversaire (The Birth-A-Day Present)
6. Le pisto-photonivers (The Stockiverse Ray)
7. Une planque en carton (The Cardboard Dead Drop)
8. Les super Goubleurs (The Super Gooblers)
9. En panne sur la planète X-Non (Down and Out on Planet X-Non)
10. La bouillabaisse de re-visibilité (The Re-Visibility Bouillabaisee)
11. L'humanisation non désirée de Terry (The Unwanted Personification of Terry)

### Épisode spécial (2024)
1. La Saint Valentin spéciale des Solar Opposites (An Earth Shatteringly Romantic Solar Valentine's Day Opposites Special)

### Cinquième saison (2024)
1. Les Casques clervixiens du dîner (The Clervixian Dinner Helmets)
2. L'Histoire de la lune de miel sans fin (The Never-Ending Honeymoon Story)
3. L'Appareil du jour sans lendemain (Live Die Repeat Device)
4. L'Appareil à arrosage éducatif (The Educational Sprinkler Device)
5. L'Île des ex (Ex-Boyfriend Island)
6. Les Patins à roulettes futuristes (The Sci-Fi Rollerblades)
7. Les Solar Opposite en intervention (The Solar Opposites Do An Intervention)
8. L'Appareil de tous les possibles (The What If?! Device)
9. La Bataille de Zab 9 (The Battle of Zab 9)
10. Le Ménage de printemps de Terry (Terry's Big Cleaning Day)
11. La Grosse Tête de Yumyulack (Yumyulack's Giant Head)

### Épisode spécial (2024)
1. The Solar Opposites Halloween Special 2: The Hunt For Brown